# Zona Industriale (Napoli)
La Zona Industriale (in napoletano Zona Nnustriale), conosciuta soprattutto come Gianturco dall'intitolazione del suo asse viario principale (via Emanuele Gianturco),  è un quartiere di Napoli, che assieme ai quartieri di Poggioreale, San Lorenzo e Vicaria forma la quarta municipalità del comune. Nel quartiere c'è la Stazione di Napoli Centrale.
Ospita importanti stabilimenti e fabbriche, soprattutto nel settore chimico e delle raffinerie.
Confina ad ovest con i quartieri Mercato (corso Arnaldo Lucci, piazza Garibaldi) e San Lorenzo (piazza Garibaldi, corso Novara), a nord con i quartieri Vicaria (corso Meridionale) e Poggioreale (via Taddeo da Sessa) e a est coi quartieri Barra (via Ferrante Imparato) e San Giovanni a Teduccio (strada Vigliena), a sud è bagnato dalle acque del Golfo di Napoli.
Nel quartiere risiede una numerosa comunità cinese, la terza in Italia dopo quelle della piana fiorentina e della zona Paolo Sarpi a Milano.